# Долинин, Евгений Николаевич
Евгений Николаевич Долинин (род. 7 июня 1963, Орша, Витебская область) — советский и белорусский самбист и дзюдоист, серебряный призёр первенства Европы среди юниоров по дзюдо, серебряный (1989) и бронзовый (1987) призёр чемпионатов СССР по дзюдо, чемпион СССР по дзюдо 1991 года в абсолютной категории, чемпион мира по дзюдо 1991 года среди студентов, чемпион и призёр чемпионатов Европы и мира по самбо, Мастер спорта СССР международного класса, Заслуженный мастер спорта Республики Беларусь. По самбо выступал в полутяжёлой весовой категории (до 100 кг).
Полковник милиции. В 1997—2002 годах работал в минском Центре повышения квалификации руководящих работников и специалистов, а затем в высшем колледже Министерства внутренних дел Белоруссии. Служил в различных подразделениях ГУВД Белоруссии. С 2014 года работал начальником кафедры профессионально-прикладной физической подготовки Могилёвского института МВД. С 2016 года на пенсии. Проживает в Могилёве.

## Спортивные результаты
- Чемпионат СССР по дзюдо 1987 года — ;
- Чемпионат СССР по дзюдо 1989 года — ;
- Абсолютный чемпионат СССР по дзюдо 1991 года — ;
- Чемпионат СССР по дзюдо 1991 года — ;